# ラモーン (イタリア)
ラモーン（伊: Lamon [laˈmon]）は、イタリア共和国ヴェネト州ベッルーノ県にある、人口約2,700人の基礎自治体（コムーネ）。

## 地理

### 位置・広がり

#### 隣接コムーネ
隣接するコムーネは以下の通り。括弧内のTNはトレント自治県（トレンティーノ＝アルト・アディジェ州）所属を示す。
- アルシエ
- カナール・サン・ボーヴォ (TN)
- カステッロ・テジーノ (TN)
- チンテ・テジーノ (TN)
- フォンツァーゾ
- ソヴラモンテ

### 気候分類・地震分類
気候分類では、zona F, 3522 GGに分類される。
また、イタリアの地震リスク階級 (it) では、zona 2 (sismicità media) に分類される。